# Lars Krogmann
Lars Krogmann (* 1976) ist ein deutscher Museumsdirektor und Entomologe.

## Leben
Krogmann studierte Biologie an der Universität Hamburg und schloss im Jahr 2005 erfolgreich sein Studium ab.  2007 bekam er als Wissenschaftlicher Mitarbeiter ein Stipendium der Alexander-von-Humboldt-Stiftung an der University of Adelaide in Australien. 2008 kehrte er nach Deutschland zurück, ins Naturkundemuseum Stuttgart. Seit 2018 ist er dort Forscher in der entomologischen Forschungsabteilung. Zu seinen Hauptgebieten gehören vor allem Hautflügler. Außerdem lehrt er seitdem das Fachgebiet Systematische Entomologie an der Universität Hohenheim. Im September 2022 wurde er wissenschaftlicher Museumsdirektor; zuvor schon ab Februar 2021 leitete er das Museum kommissarisch.
Von 2019 bis 2023 war er einer der stellvertretenden Leiter der Gesellschaft für Naturkunde in Württemberg.